# Sthenias varius
Sthenias varius là một loài bọ cánh cứng trong họ Cerambycidae.